# Arbitratge de diferències inversor-estat
L'arbitratge de diferències estat-inversor (conegut per ISDS de l'anglès Investor-state dispute settlement) és un instrument de dret internacional públic, que atorga a un inversor estranger el dret a iniciar un procediment d'arbitratge de diferències contra un govern estranger (l'"estat amfitrió"). Les disposicions que preveuen la ISDS es troben en un gran nombre de tractats bilaterals d'inversió, en alguns acords comercials internacionals, com el capítol 11 del Tractat de Lliure Comerç d'Amèrica del Nord i en els acords internacionals d'inversió, com ara el Tractat sobre la Carta de l'Energia. Si un inversor estranger d'un país "A" ("Estat d'origen") inverteix al país "B" ("Estat Receptor"), tots dos dels quals han acordat l'ISDS, i l'estat amfitrió viola els drets reconeguts als inversors en virtut d'una llei internacional pública, llavors aquest inversor pot sotmetre l'assumpte a un tribunal arbitral.
Mentre la ISDS s'associa sovint amb l'arbitratge sota les regles del CIADI (Centre Internacional d'Arranjament de Diferències Relatives a Inversions del Grup del Banc Mundial). L'ISDS, de fet, sovint es porta a terme sota els auspicis dels tribunals arbitrals internacionals que es regeixen per diferents normes i/o institucions, com ara el Tribunal de Londres d'Arbitratge Internacional, la Cambra de Comerç Internacional, el Centre d'Arbitratge Internacional de Hong Kong o el Reglament d'arbitratge de la CNUDCI/CNUDMI o UNCITRAL.